# Krosno Turaszówka
Krosno Turaszówka – przystanek kolejowy w Krośnie, w województwie podkarpackim, w Polsce.
W roku 2017 przystanek obsługiwał 0–9 pasażerów na dobę.

## Ruch pasażerski
| Rok  | Wymiana pasażerska na dobę |
| ---- | -------------------------- |
| 2017 | 0-9                        |
| 2022 | 0-9                        |

Na przystanku znajdował się niewielki budynek z poczekalnią i kasą. Został on rozebrany w 1992 roku. Jako powód podano ograniczenie przez budynek widoczności na pobliskim przejeździe kolejowo-drogowym.
Obecnie na przystanku nie ma ani jednej wiaty przystankowej.